# 拉洪 (旁遮普邦)
拉洪（Rahon）是印度旁遮普邦那萬沙爾縣的一个城市。